# Abdelkébir Zahoud
 (février 2016).
Si vous disposez d'ouvrages ou d'articles de référence ou si vous connaissez des sites web de qualité traitant du thème abordé ici, merci de compléter l'article en donnant les références utiles à sa vérifiabilité et en les liant à la section « Notes et références ».
Abdelkébir Zahoud (en arabe : عبد الكبير زهود), né le 13 août 1961 à Ouled Azzouz, dans la province de Khouribga, est un homme d'affaires marocain. Expert dans les ressources en eau. Expert en environnement. Il a notamment été secrétaire d’État auprès du ministre de l’Énergie, des Mines, de l’Eau et de l’Environnement, chargé de l’eau et de l’environnement, du 7 novembre 2002 à fin décembre 2011, au sein des gouvernements Jettou I (2002-2004), Jettou II (2004-2007), puis El Fassi (2007-fin décembre 2011). Du janvier 2012, il est consultant et administrateur de sociétés.

## Parcours
- Il a obtenu un diplôme d'ingénieur de l'École Hassania des travaux publics de Casablanca (Major de promotion) en 1987. Il a réalisé son projet de fin d'études sur l'intelligence artificielle et les systèmes experts à ENTPE Lyon en 1987.
- Il avait exercé de 1987 à 1991 la fonction de chef de service à la Direction générale de l'hydraulique[2], puis Secrétaire Général de l'École Hassania  des Travaux Publics  de 1991 à 1994 avant d'occuper le poste de directeur provincial de l'Equipement de la province de Larache durant l'année 1994-1995.
- Du 1995 à 2002, il a été Président Directeur Général de sociétés.
- Il a été élu en 2000 député de la circonscription de Oued Zem à la chambre des représentants.
- Il a été élu membre du bureau national du comité marocain des grands barrages (CNGB),  président de l'Association marocaine des entreprises de forages (AMEF) et membre du conseil d'administration de la Fédération nationale du bâtiment et des travaux publics (FNBTP).
- Il a également exercé la fonction de secrétaire de la section Ouled Azzouz et secrétaire provincial à Khouribga du Parti de l'Istiqlal.
- Membre du parti de l'Istiqlal depuis 1977, il est marié et père de quatre enfants.
- Sous le gouvernement Driss Jettou, il était Secrétaire d'État auprès du Ministre de l'aménagement du territoire, de l'eau et de l'environnement, chargé de l'eau et de                  l'environnement.
- Le 15 octobre 2007, il est reconduit au même poste sous le gouvernement Abbas El Fassi.
- Du janvier 2012, il est consultant et administrateur de sociétés.